# Controversia sulle videoregistrazioni dei New England Patriots

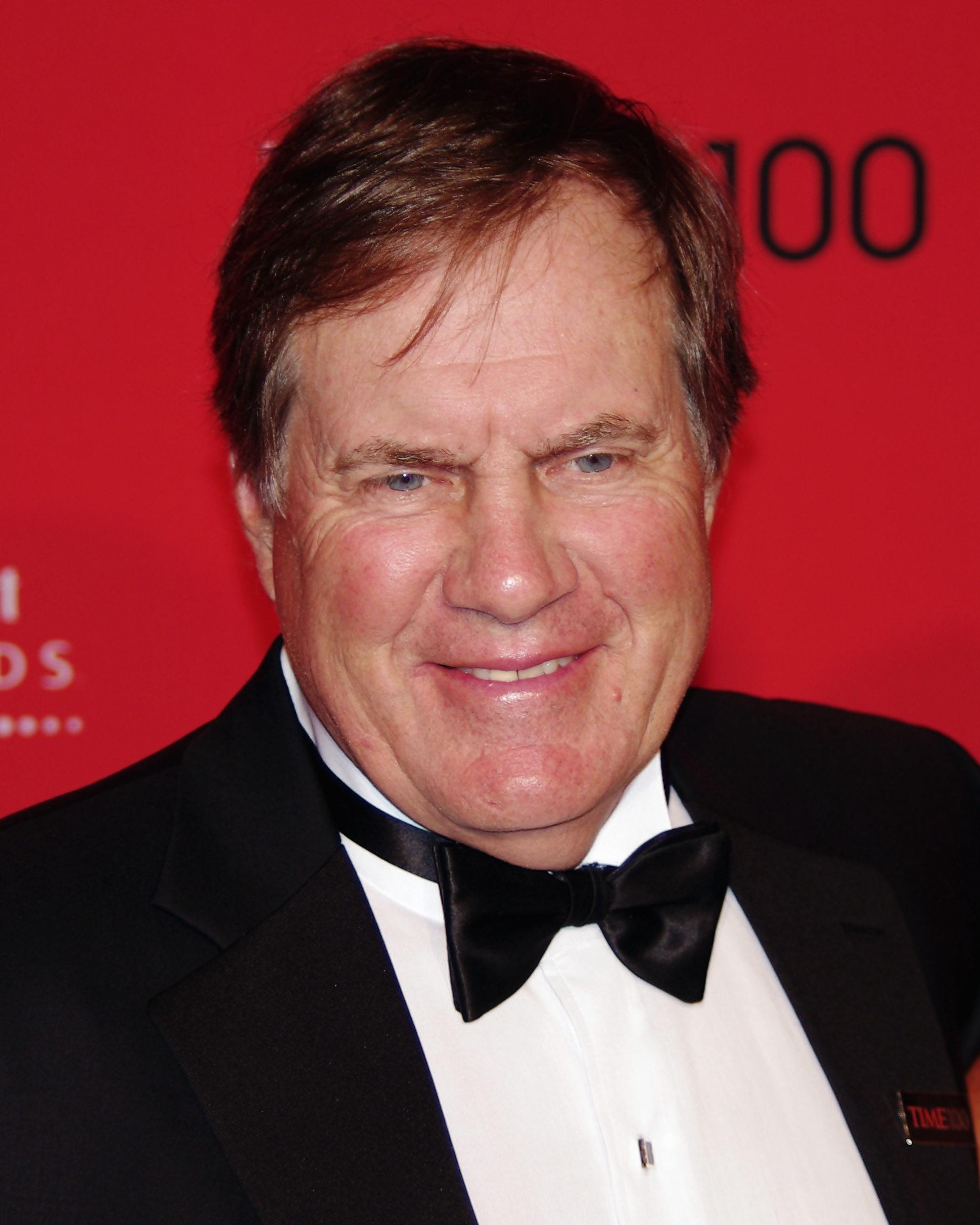
Bill Belichick

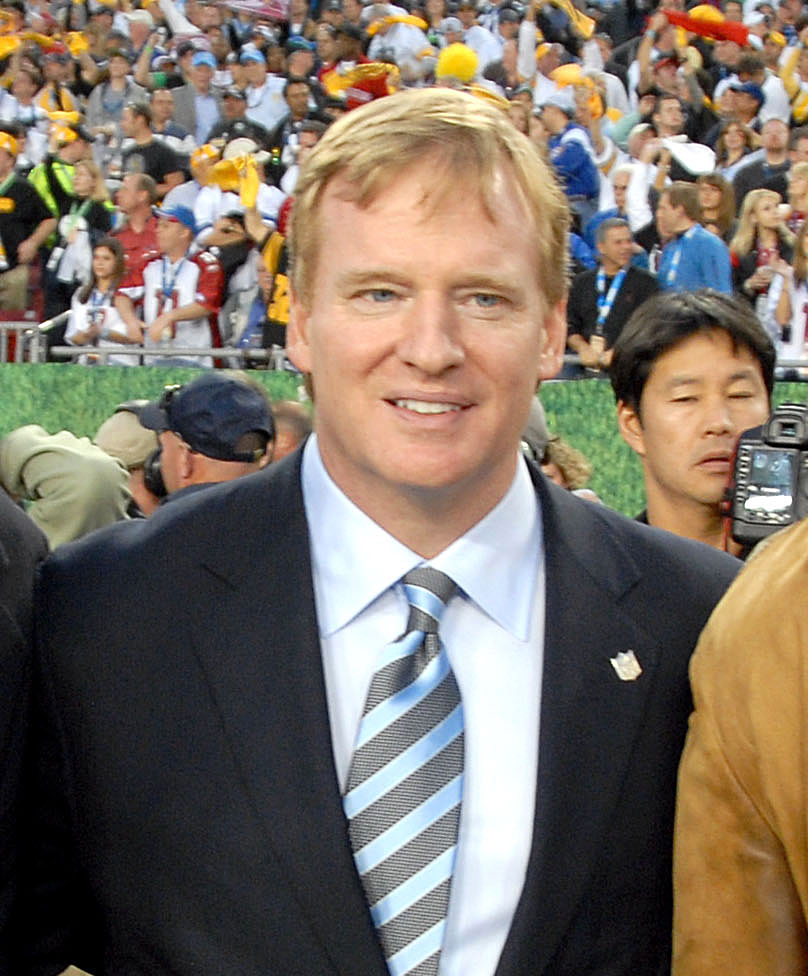
Roger Goodell

La controversia sulle videoregistrazioni dei New England Patriots del 2007, spesso chiamata anche "Spygate", si riferisce a un incidente durante la stagione 2007 della National Football League quando i New England Patriots furono puniti dalla lega per avere videoregistrato i segnali difensivi degli allenatori dei New York Jets durante la partita del 9 settembre 2007.

## La controversia
Videoregistrare gli allenatori avversari non è proibito nella NFL ma vi sono delle aree apposite designate dalla lega per effettuare tali registrazioni. I Patriots registrarono gli allenatori dei Jets dalla propria linea laterale, cosa non consentita. Questo atto fu definito dal Commissioner NFL Roger Goodell una violazione delle regole della lega, portandolo ad affermare di avere penalizzato i Patriots per quell'episodio per un tentativo deliberato e calcolato di aggirare le regole, nate per incoraggiare un gioco onesto e promuovere una competizione leale sul campo di gioco. Alla fine dell'indagine, la NFL multò il capo-allenatore dei Patriots Bill Belichick di 500.000 dollari (il massimo consentito e la più pesante multa inflitta ad un allenatore in 87 anni di storia della lega) per il suo ruolo nell'incidente, multò i Patriots di 250.000 dollari e revocò loro la scelta del primo giro del Draft NFL 2008, che si rivelò essere la numero 31. La multa attirò una significativa attenzione da parte dei media per il suo essere "l'ammontare massimo" per cui un individuo può essere multato.
La NFL richiese ai Patriots di consegnare tutto il materiale illegalmente filmato; i Patriots obbedirono all'ordine e la lega visionò e poi distrusse tutte le prove. Questa azione fu criticata il 1º febbraio 2008, due giorni prima del Super Bowl XLII, dal Senatore Arlen Specter, che richiese un incontro con Goodell. Dopo il suo svolgimento, avvenuto il 13 febbraio 2008 Specter riportò che Goodell gli aveva riferito che Belichick aveva iniziato quella pratica sin da quando era divenuto allenatore dei Patriots nel 2000. Belichick disse che riteneva la pratica legale poiché il nastro non veniva guardato a gara in corso.
Quasi sei mesi dopo l'incidente, il Boston Herald riportò, citando una fonte rimasta anonima, che i Patriots avevano registrato il riscaldamento dei St. Louis Rams prima del Super Bowl XXXVI nel febbraio 2002,, un'accusa negata da Belichick e poi ritirata dall'Herald. Nel frattempo, Matt Walsh, un assistente video dei Patriots nel 2001, era stato licenziato dopo la stagione 2002, dicendo ai media quella stessa settimana di essere in possesso di informazioni e materiali sulle videoregistrazioni dei Patriots, ma richiese un accordo di indennità prima di parlare con la NFL.
La NFL raggiunse un accordo con Walsh il 23 aprile 2008, organizzando un incontro con Goodell. Prima dell'incontro, Walsh mandò otto videoregistrazioni, contenenti segnali degli allenatori avversari dal 2000 al 2002. Goodell e Walsh si incontrarono il 13 maggio 2008, quando Walsh riferì a Goodell che lui e altri impiegati dei Patriots erano presenti durante il riscaldamento dei Rams per filmare gli avversari ma che non vi era alcun video della cosa; come risultato, Goodell disse ai media che non vi sarebbero state ulteriori penalizzazioni contro i Patriots. Meno di 24 ore dopo, l'Herald pubblicò delle scuse per l'articolo incriminato.